# Parafilaroides gullandae
Parafilaroides gullandae is een rondwormensoort uit de familie van de Filaroididae. De wetenschappelijke naam van de soort is voor het eerst geldig gepubliceerd in 2006 door Dailey.